# Pietuchowszczyzna (obwód witebski)
Pietuchowszczyzna (biał. Петухоўшчына; ros. Петуховщина) – chutor na Białorusi, w obwodzie witebskim, w rejonie brasławskim, w sielsowiecie Słobódka.

## Historia
W czasach zaborów w gminie Brasław, w powiecie nowoaleksandrowskim, w guberni wileńskiej Imperium Rosyjskiego.
W dwudziestoleciu międzywojennym ówczesny zaścianek leżał w Polsce, w województwie nowogródzkim (od 1926 w województwie wileńskim), w powiecie brasławskim, w gminie Brasław.
Według Powszechnego Spisu Ludności z 1921 roku zaścianek zamieszkiwały 22 osoby, wszystkie były wyznania rzymskokatolickiego. Jednocześnie 15 mieszkańców zadeklarowało polską przynależność narodową a 7 białoruską. Były tu 3 budynki mieszkalne. W 1931 w 4 domach zamieszkiwało 20 osób.
Miejscowość należała do parafii rzymskokatolickiej w Brasławiu. Podlegała pod Sąd Grodzki w Brasławiu i Okręgowy w Wilnie; właściwy urząd pocztowy mieścił się w Brasławiu.